# Siegfried Stark
Siegfried Stark (ur. 12 czerwca 1955 w Rehnie) – niemiecki lekkoatleta, wieloboista, dwukrotny medalista mistrzostw Europy. W czasie swojej kariery reprezentował Niemiecką Republikę Demokratyczną.
Zajął 4. miejsce w dziesięcioboju na mistrzostwach Europy juniorów w 1973 w Duisburgu. Na igrzyskach olimpijskich w 1976 w Montrealu zajął w tej konkurencji 6. miejsce.
Zdobył brązowy medal w dziesięcioboju na mistrzostwach Europy w 1978 w Pradze, przegrywając jedynie z Aleksandrem Griebieniukiem ze Związku Radzieckiego i Daleyem Thompsonem z Wielkiej Brytanii. Nie ukończył dziesięcioboju na igrzyskach olimpijskich w 1980 w Moskwie, gdyż doznał kontuzji po skoku w dal. Ponownie zdobył brązowy medal w tej konkurencji na mistrzostwach Europy w 1982 w Atenach, ulegając tylko Daleyowi Thompsonowi i Jürgenowi Hingsenowi z Republiki Federalnej Niemiec.
Stark był mistrzem NRD w dziesięcioboju w 1976 i 1977, wicemistrzem w 1981 i 1982 oraz brązowym medalistą w 1974 i 1975. W hali był brązowym medalistą w pięcioboju w 1979.
Czterokrotnie poprawiał rekord NRD w dziesięcioboju do wyniku 8480 punktów (według ówczesnych tabel z 1977), uzyskanego 4 maja 1980 w Halle.